# Fets de Pau
Els Fets de Pau és un dels texts apòcrifs cristians principal i més antic, conegut també com a Evangelis apòcrifs, data del segle ii. Els Fets de Pau foren mencionats per primer cop per Tertul·lià, qui afirmà que foren escrits l'any 160 dC i que es tractava d'un text herètic, atès que alenava que les dones tinguessin els drets de predicar i de batejar. Foren considerats ortodoxos per Hipòlit de Roma, però tornaren a ser tinguts per herètics quan els maniqueus començaren a utilitzar-lo. El seu autor és desconegut i escrigué sobre els viatges de Sant Pau a Anatòlia, sense mostrar cap dependència dels Evangelis canònics, però emprant tradicions orals sobre la feina missionera de Pau.
El descobriment d'una versió en copte dels Fets de Pau demostrà que el text estava compost de:
- Els Fets de Pau i Tecla
- L'Epístola dels corintis a Pau
- La Tercera carta als corintis
- El Martiri de Pau - la seva mort a mans de Neró

Totes aquestes parts sovint foren considerades com texts separats i publicats independentment, tot i que nombrosos investigadors coincideixen que eren parts integrants dels Fets de Pau. A més de les quatre seccions principals mencionades, la resta dels Fets de Pau queden només en fragments del segle iii al segle v:
- La curació d'Hermòcrates de la hidropesia
- La disputa de les bèsties efèsies

Els texts formen un conjunt coherent, i generalment es creu que foren escrits per un únic autor sobre la base de tradicions orals, més que basant-se en qualsevol altre text apòcrif o del cànon ortodox. El principal èmfasi del text està posat en la castedat i en l'anti-gnosticisme. D'acord amb Tertulià, l'autor era un prevere d'Anatòlia, que va escriure el text en un suposat homenatge a Sant Pau, i fou privat del seu ofici en ser descobert. Tertulià denostà l'ús d'aquests escrits a causa que defensaven la idea d'atorgar a les dones el dret a predicar i a batejar. Tanmateix, també contenien elements doctrinals ortodoxos respecte a la castedat i la resurrecció, a més de mencionar l'estreta relació entre la puresa sexual i la salvació.
L'Epístola dels corintis a Pau i la Tercera carta als corintis apareixen en algunes edicions de la Bíblia Armènia.
Hi ha una gran quantitat d'escrits atribuïts a Pau de Tars, o sobre la seva vida i obra, incloent-hi cartes, narracions, oracions o texts profètics. A l'apòcrifa Tercera carta als corintis s'afirma que fou escrita a la presó per corregir les interpretacions errònies que havien generat la primera i la segona. A la Primera carta als Corintis establí que la «carn i la sang no poden heretar el regne de Déu» i que aquesta frase no està relacionada amb els debats que després mantingueren els gnòstics i els cristians proto-ortodoxos.
Els Fets de Pau també donen compte de la tradició que parla del martiri de Pau, qui, després de ser arrestat i condemnat a mort, demanà ser crucificat cap per avall perquè no era digne de rebre la mateixa mort que Jesús.